# دائرة جمعية بالامينر الانتخابية
دائرة جمعية بالامينر (بالإنجليزية: Palamaner Assembly constituency) هي دائرة انتخابية في مقاطعة جيتور في ولاية أندرا برديش التي تنتخب مُمثلين للجمعية التشريعية بولاية أندرا برديش في الهند. وهي واحدة من قطاعات الجمعية السبعة في دائرة جيتور لوك سابها.
فاز فينكات جودا بانتخابات الجمعية التشريعية عن ولاية أندرا برديش في 2019 عن حزب يوفاجانا سراميكا ريثو. واعتبارًا من عام 2019، يبلغ إجمالي عدد الناخبين 255.870 عن هذه الدائرة، التي تأسست عام 1951 بموجب أوامر ترسيم الحدود (1951).